# Новосёловка (Павлодарская область)
Новосёловка (каз. Новосёловка) — упразднённое село в Щербактинском районе Павлодарской области Казахстана. Входило в состав Сергеевского сельского округа. Ликвидировано в ? г.

## История
Село Мироновское (позже Новосёловка) основано в 1909 г. украинскими крестьянами в Орловской волости.